# Ponte San Nicolò
Ponte San Nicolò là một đô thị thuộc tỉnh Padova vùng Veneto, tọa lạc cách khoảng 30 km về phía tây của Venezia và cách khoảng 8 km về phía đông nam của Padova. Tại thời điểm ngày 31 tháng 12 năm 2004, đô thị này có dân số 12.656 người và diện tích 13,5 km².
Đô thị Ponte San Nicolò bao gồm các frazioni (các đơn vị cấp dưới, chủ yếu là làng) Roncaglia, Roncajette, and Rio.
Ponte San Nicolò giáp các đô thị: Albignasego, Casalserugo, Legnaro, Padova, Polverara.